# Космешть (Телеорман)
Космешть, Космешті (рум. Cosmești) — село у повіті Телеорман в Румунії. Входить до складу комуни Космешть.
Село розташоване на відстані 58 км на захід від Бухареста, 36 км на північ від Александрії, 125 км на схід від Крайови.

## Населення
За даними перепису населення 2002 року у селі проживали 1170 осіб, усі — румуни. Усі жителі села рідною мовою назвали румунську.